# Acritispa germaini
Acritispa germaini es una especie de coleóptero de la familia Chrysomelidae descrita en 1925 por Maurice  Pic.